# Stadtmitte (Krefeld)
Stadtmitte – dzielnica i jednocześnie centrum miasta Krefeld w Niemczech, w kraju związkowym Nadrenia Północna-Westfalia, w rejencji Düsseldorf.

## Populacja

### Demografia
Według spisu ludności z 2023 roku w dzielnicy Stadtmitte mieszkało 32 998 mieszkańców.